# جاك بون
جاك بون هو كاتب سيناريو ومخرج بلجيكي، ولد في 1948.

## وصلات خارجية
- جاك بون على موقع IMDb (الإنجليزية)
- جاك بون على موقع ألو سيني (الفرنسية)
- جاك بون على موقع أول موفي (الإنجليزية)
- جاك بون على موقع قاعدة بيانات الفيلم (الإنجليزية)
- جاك بون على موقع كينوبويسك (الروسية)